# Oxytropis caespitosula
Oxytropis caespitosula är en ärtväxtart som beskrevs av Nikolai Fedorovich Gontscharow. Oxytropis caespitosula ingår i släktet klovedlar, och familjen ärtväxter. Inga underarter finns listade i Catalogue of Life.